# Рахимова, Гулрух Илхамбековна
Гулрух Илхамбековна Рахимова (узб. Gulrux Ilhombekovna Rahimova; род. 29 сентября 1992 года, Хорезмская область, Узбекистан) ― узбекская дзюдоистка-паралимпиец, выступавшая в весовой категории до 70 кг. Бронзовый призёр Летних Паралимпийских игр 2016 года, призёр Параазиастких игр, Игр исламской солидарности, Чемпионата Азии и этапов Кубка мира.

## Карьера
В 2012 году на Чемпионате страны в Самарканде в весовой категории свыше 78 кг выиграла серебряную медаль, а в 2014 году в Термезе в категории до 78 кг бронзу. В 2014 году на Летних Параазиатских играх в Инчхоне (Республика Корея) в весовой категории до 70 кг выиграла серебряную медаль игр, проиграв в финале китайской дзюдоистке Цянь Чжоу.
В 2015 году на этапе Кубка мира по дзюдо среди слепых и слабовидящих в Эгере (Венгрия) выиграла бронзовую медаль в весовой категории до 70 кг. Однако на Всемирных играх среди слепых и слабовидящих в Сеуле (Республика Корея) в соревновании по дзюдо в весовой категории до 70 кг заняла лишь седьмое место. В 2016 году на Летних Паралимпийских играх в Рио-де-Жанейро (Бразилия) в весовой категории до 70 кг выиграла бронзовую медаль, победив в борьбе за бронзу венгерскую дзюдоистку Николетт Сабо. В этом же году указом президента Узбекистана Шавката Мирзиёева награждена медалью «Жасорат».
В 2017 году на Играх исламской солидарности в Баку (Азербайджан) в весовой категории до 70 кг среди параспортменов завоевала бронзовую медаль. На Чемпионате Азии по дзюдо среди слепых и слабовидящих в Ташкенте выиграла бронзовую медаль в своей весовой категории. В этом же году на этапе Кубка мира по дзюдо среди слепых и слабовидящих в Ташкенте выиграла бронзовую медаль в весовой категории до 70 кг.